# Tarzán y el león dorado
Tarzán y el león dorado (Tarzan and the Golden Lion) es la novena novela escrita por Edgar Rice Burroughs acerca del personaje ficticio Tarzán. Esta historia fue publicada por primera vez en 1923. 

## Adaptaciones cinematográficas
La novela fue adaptada al cine en la película del mismo nombre de 1927, dirigida por John Paterson McGowan y con James Pierce (1900 - 1983) en el papel de Tarzán.

## Adaptación en Cómics
El libro fue adaptado al cómic por la editorial Gold Key Comics en su Tarzán n.º 172 y 173 de abril y mayo de 1969, escrito por Gaylord DuBois, e ilustrado por Russ Manning.